# Dumitru Ghiață
Dumitru Ghiață (n. 22 septembrie 1888, Colibași, județul Mehedinți - d. 3 iulie 1972, București) a fost un pictor român specializat în peisaje și natură moartă cu flori. 

## Biografie
Dumitru Ghiață s-a născut în data de 22 septembrie 1888. În 1908, cu ajutorul unui unchi, viitorul pictor Dumitru Ghiață ajungea în București, pentru a ocupa postul de laborant la Institutului condus de doctorul Ioan Cantacuzino. Această întâlnire a fost una norocoasă pentru Ghiață, căruia doctorul Cantacuzino i-a oferit, în afara slujbei, o cameră la subsolul clădirii Institutului. Mai mult, doctorul devenit un adevărat protector, i l-a prezentat pe tânărul laborant pictorului Arthur Verona. Acesta, surprins de pasiunea pentru arta plastică a lui Ghiață, l-a îndrumat pentru o perioadă de trei ani, ajutându-l să-și dezvolte talentul nativ.
În 1913-1914, tot prin intermediul lui Cantacuzino, Dumitru Ghiață a primit o bursă la Paris, unde a urmat cursurile Academiei Ranson și Academiei Delecluze. Aici s-a familiarizat cu tehnicile post-impresioniste, pe care le va asimila într-o manieră personală în lucrările sale: naturi moarte, peisaje și compoziții în culori sobre, cu influențe din arta populară.
În 1927, Dumitru Ghiață se căsătorește cu Aurelia. În același an începe construirea unei locuințe pe strada Clunet, în cartierul Cotroceni, folosind banii câștigați din vânzarea tablourilor și făcând un credit ipotecar. Casa era formată dintr-un subsol (cameră de serviciu, bucătărie, pivniță și baie), un parter (hol, două camere și bucătărie) și un etaj la care se ajungea pe o scară din lemn. La etaj era situat un imens atelier, cu peretele dinspre nord aproape în întregime din sticlă, pentru a permite o cât mai bună iluminare. 
Printre oaspeții obișnuiți ai soților Ghiață s-au numărat Dimitrie Gusti, Dr. Ioan Cantacuzino, Victor Ion Popa, Mihail Ralea. În 1971, cu un an înaintea morții pictorului, soții Ghiață și-au donat colecția de artă și locuința statului român, cu condiția ca locuința să devină muzeu după moartea lor. Dumitru Ghiață a murit pe 3 iulie 1972.
Prin Decretul nr. 3 din 13 ianuarie 1964 al Consiliului de Stat al Republicii Populare Romîne, pictorului Dumitru Ghiață i s-a acordat titlul de Artist al Poporului din Republica Populară Romînă „pentru merite deosebite în activitatea desfășurată în domeniul teatrului, muzicii și artelor plastice”.
În 1994, la doi ani după moartea soției pictorului, Muzeul „Dumitru și Aurelia Ghiață” a fost deschis publicului pentru câțiva ani. În 1999,  Muzeul „Dumitru și Aurelia Ghiață” a fost închis, lucrările fiind depozitate la Muzeul Național de Artă.

## Stilul
Limbajul plastic folosit de Ghiață este simplu și direct. Coloritul său este sobru, armonios, bazat pe reliefarea tonurilor calde, iar desenul simplificat și sintetic.

## Opera

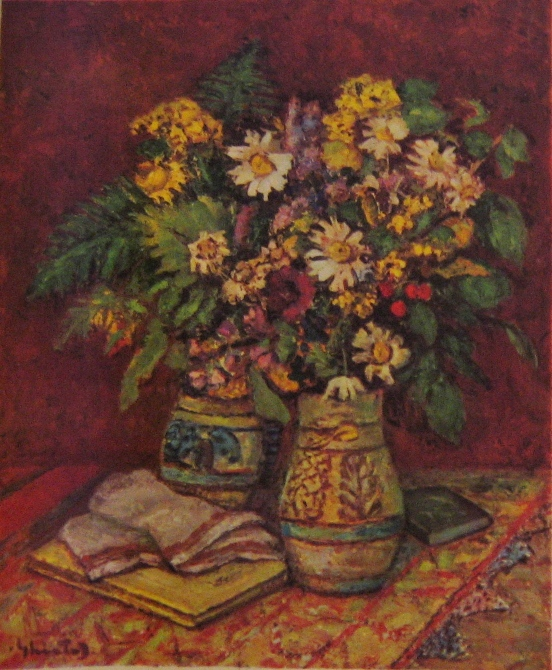
Flori de munte, ulei pe carton, 1956

- Iarnă la Târgoviște (1931)
- Țărani la târg (1934)
- Flori de munte (1956)
- Flori de ferigă (1956)
- Toamna în pădure (1957)
- Târg de oale
- La târg de cereale
- Bolta lui Ilieș
- Mame și copii
- Natură statică cu pești
- Natură statică cu mere
- Natură statică cu flori
- Popas în pădure la Baia de Aramă
- Iarna la Cernădie
- Iarna în București
- Peisaj marin
- Uliță de sat
- Clopotnița bisericii din Almăj

## Distincții
- titlul de Maestru emerit al artei din Republica Populară Romînă (15 mai 1957) „pentru merite deosebite în activitatea artistică, pedagogică, precum și în munca din alte domenii ale culturii”[8]
- titlul de Artist al Poporului din Republica Populară Romînă (13 ianuarie 1964) „pentru merite deosebite în activitatea desfășurată in domeniul teatrului, muzicii și artelor plastice”[9]
- Ordinul „Meritul Cultural” clasa I (26 septembrie 1966) „pentru merite deosebite în activitatea literară, artistică și de răspîndire a culturii naționale, cu prilejul Centenarului Academiei Republicii Socialiste România”[10]
- Ordinul „Steaua Republicii Socialiste România” clasa I (1 noiembrie 1968) „pentru merite deosebite în domeniul artelor plastice, cu prilejul împlinirii vîrstei de 80 de ani”[11]
- titlul de Erou al Muncii Socialiste și medalia de aur „Secera și ciocanul” (4 mai 1971) „cu prilejul aniversării a 50 de ani de la constituirea Partidului Comunist Român, [...] pentru merite deosebite în domeniul științei, artei și culturii”[12]